# Eddie Hearne
Edward Ames „Eddie” Hearne (ur. 1 marca 1887 roku w Kansas City, zm. 9 lutego 1955 roku w Los Angeles) – amerykański kierowca wyścigowy.

## Kariera
W swojej karierze Hearne startował głównie w Stanach Zjednoczonych w mistrzostwach AAA Championship Car oraz towarzyszącym mistrzostwom słynnym wyścigu Indianapolis 500, będącym w latach 1923-1930 jednym z wyścigów Grandes Épreuves. W drugim sezonie startów, w 1910 roku odniósł dwa zwycięstwa. Z dorobkiem 320 punktów został sklasyfikowany na jedenastej pozycji w klasyfikacji generalnej. Rok później dwukrotnie stawał na podium, w tym raz na jego najwyższym stopniu. Uzbierane 820 punktów dało mu szóste miejsce w klasyfikacji mistrzostw. W sezonie 1917 na podium stawał sześciokrotnie i odniósł dwa zwycięstwa. Dorobek 848 punktów pozwolił mu zakończyć sezon mistrzostw AAA na czwartym miejscu. W kolejnym sezonie powtórzył sukces z poprzedniego sezonu. Tym razem jednak uzbierane 250 punktów pozwoliło mu stanąć na najniższym stopniu podium klasyfikacji generalnej. W 1919 roku pięciokrotnie stawał na podium, lecz w odróżnieniu od lata 1917-1918, ukończył najwyżej punktowany wyścig Indianapolis 500 na drugim stopniu podium. Dorobek 1070 punktów dał mu tytuł wicemistrzowski. W 1920 roku dojechał do mety Indy 500 na szóstej pozycji, plasując się w mistrzostwach AAA na dziewiątym miejscu. Do ścisłej czołówki Amerykanin powrócił w 1921 roku, kiedy w mistrzostwach uzbierał łącznie 1399 punktów. Dało mu to trzecie miejsce w końcowej klasyfikacji kierowców. Największy sukces w karierze przyszedł jednak w 1923 roku, kiedy w Indianapolis 500 był czwarty, a w AAA Championship Car zdobył tytuł mistrzowski, dzięki dwóm zwycięstwom i sześciu miejscom na podium. W kolejnych latach kończył mistrzostwa poza czołową dziesiątką.